# The Ozzman Cometh
The Ozzman Cometh — второй сборник Оззи Осборна, выпущенный в 1997 году. Первый назывался Ten Commandments, был выпущен в 1990 году и больше не издавался. Оригинальное, ограниченное издание включает два диска и содержит пять ранее не публиковавшихся треков. Версия, выпущенная в 2002 году и позднее имеют только один диск и композиция «Shot in the Dark» заменена на «Miracle Man». Это связано с судебным иском соавтора Phil Soussan.
Треки с дисков Blizzard of Ozz и Diary of a Madman были частично перезаписаны. Оригинальные дорожки барабанов и бас гитары были заменены на записи с участием текущего на тот момент состава группы Оззи. Это было сделано в ответ на исковое заявление от басиста Боба Дейсли и барабанщика Ли Керслэйка о не выплаченных роялти. Написание Daisley’s и Soussan’s на обложке диска искажено и пишется как 'Bob Daisy' и 'Bill Susan'.
В 2001 году получил статус дважды платинового альбома.

## Список композиций

### Диск 1
1. Black Sabbath
2. War Pigs
3. Goodbye To Romance *
4. Crazy Train *
5. Mr. Crowley *
6. Over The Mountain *
7. Paranoid
8. Bark At The Moon
9. Shot In The Dark — на перевыпуске альбома в 2002 году заменена на Miracle Man
10. Crazy Babies
11. No More Tears — измененная версия
12. Mama, I’m Coming Home
13. I Don’t Want To Change The World — концертное исполнение
14. I Just Want You
15. Back On Earth

### Диск 2
только оригинальные американское и японское издания имеют Диск 2
1. Fairies Wear Boots
2. Behind the Wall of Sleep
3. Walk on Water — только японское издание
4. Pictures of Matchstick Men — только японское издание
5. Интервью 1988 года с Оззи